# Tour d'Italie 1991
La 74e édition du Tour d'Italie s'est élancée de Olbia le 26 mai 1991 et est arrivée à Milan le 16 juin. Long de 3 711,7 kilomètres, ce Giro a été remporté par l'Italien Franco Chioccioli.

## Équipes participantes
| Numéro | Code | Équipe                       |
| ------ | ---- | ---------------------------- |
| 1-9    | GAT  | Gatorade-Chateau d'Ax        |
| 11-19  | AMO  | Amore & Vita-Fanini          |
| 21-29  | BAN  | Banesto                      |
| 31-39  | CAR  | Carrera-Vagabond             |
| 41-49  | CAS  | Castorama                    |
| 51-59  | ARI  | Ariostea                     |
| 61-69  | CLA  | CLAS-Cajastur                |
| 71-79  | LAM  | Colnago-Lampre               |
| 81-89  | DEL  | Del Tongo-MG Boys Maglificio |
| 91-99  | GIS  | Gis Gelati-Ballan            |

| Numéro  | Code | Équipe                         |
| ------- | ---- | ------------------------------ |
| 101-109 | ITA  | Italbonifica-Navigare          |
| 111-119 | JOL  | Jolly Componibili-Club 88      |
| 121-129 | LOS  | Festina-Lotus                  |
| 131-139 | ONC  | ONCE                           |
| 141-149 | PON  | Pony Malta-Avianca             |
| 151-159 | SEL  | Selle Italia-Magniarredo-Vetta |
| 161-169 | SEU  | Seur                           |
| 171-179 | TVM  | TVM-Sanyo                      |
| 181-189 | ZGM  | ZG Mobili                      |
| 191-199 | Z    | Z-Peugeot                      |

## Récit de la course
L'étape inaugurale est remportée au sprint à Olbia par le Français Philippe Casado de justesse devant son compatriote Didier Thueux. Le lendemain, Gianni Bugno remporte l'étape à Sassari devant Franco Chioccioli qui prend le maillot rose. Il le perd lors de l'arrivée à Sorrente au profit d'Eric Boyer qui remporte l'étape. Le coureur italien le reprend dès le lendemain en s'échappant avec l'Espagnol Marino Lejarreta qui gagne à Scanno. Lors du contre-la-montre de Langhirano, l'Italien conserve la tête du classement général en préservant une seconde d'avance sur Gianni Bugno qui remporte l'étape. 
À l'arrivée au Pian del Re, remportée par la révélation Massimiliano Lelli, Bugno subit une défaillance ce qui profite à Chioccioli qui augmente son avance. Le maillot rose remporte deux étapes de montagne, celle d'Aprica, en s'échappant de loin et celle au sommet au Pordoi. Il remporte de même le dernier contre-la-montre à  Casteggio avec autorité. Il devance au classement général ses compatriotes Claudio Chiappucci, qui remporte le classement par points, Massiliano Lelli et Gianni Bugno.

## Étapes
| Étape     | Date     | Villes étapes                        | km        | Vainqueur d'étape   | Leader du classement général |
| 1re étape | 26 mai   | Olbia                                | 193       | Philippe Casado     | Philippe Casado              |
| 2eA étape | 27 mai   | Olbia - Sassari                      | 127       | Gianni Bugno        | Franco Chioccioli            |
| 2eB étape | 27 mai   | Sassari - Sassari                    | 7,7 (CLM) | Gianluca Pierobon   | Franco Chioccioli            |
| 3e étape  | 28 mai   | Sassari - Cagliari                   | 231       | Mario Cipollini     | Franco Chioccioli            |
| 4e étape  | 30 mai   | Sorrente - Sorrente                  | 170       | Éric Boyer          | Éric Boyer                   |
| 5e étape  | 31 mai   | Sorrente - Scanno                    | 246       | Marino Lejarreta    | Franco Chioccioli            |
| 6e étape  | 1er juin | Scanno - Rieti                       | 205       | Vladimir Poulnikov  | Franco Chioccioli            |
| 7e étape  | 2 juin   | Rieti - Città di Castello            | 179       | Mario Cipollini     | Franco Chioccioli            |
| 8e étape  | 3 juin   | Città di Castello - Prato            | 163       | Davide Cassani      | Franco Chioccioli            |
| 9e étape  | 4 juin   | Prato - Felino                       | 229       | Massimo Ghirotto    | Franco Chioccioli            |
| 10e étape | 5 juin   | Collecchio - Langhirano              | 43 (CLM)  | Gianni Bugno        | Franco Chioccioli            |
| 11e étape | 6 juin   | Sala Baganza - Savona                | 223       | Maximilian Sciandri | Franco Chioccioli            |
| 12e étape | 7 juin   | Savona - Pian del Re                 | 182       | Massimiliano Lelli  | Franco Chioccioli            |
| 13e étape | 8 juin   | Savigliano - Sestrières              | 192       | Eduardo Chozas      | Franco Chioccioli            |
| 14e étape | 9 juin   | Turin - Morbegno                     | 231       | Franco Ballerini    | Franco Chioccioli            |
| 15e étape | 10 juin  | Morbegno - Aprica                    | 132       | Franco Chioccioli   | Franco Chioccioli            |
| 16e étape | 11 juin  | Aprica - Selva                       | 220       | Massimiliano Lelli  | Franco Chioccioli            |
| 17e étape | 12 juin  | Selva - Passo Pordoi                 | 169       | Franco Chioccioli   | Franco Chioccioli            |
| 18e étape | 13 juin  | Pozza di Fassa - Castelfranco Veneto | 163       | Silvio Martinello   | Franco Chioccioli            |
| 19e étape | 14 juin  | Castelfranco Veneto - Brescia        | 185       | Gianni Bugno        | Franco Chioccioli            |
| 20e étape | 15 juin  | Broni - Casteggio                    | 68 (CLM)  | Franco Chioccioli   | Franco Chioccioli            |
| 21e étape | 16 juin  | Pavie - Milan                        | 153       | Mario Cipollini     | Franco Chioccioli            |

## Classements finals

### Classement général final
| \| Classement général \| Classement général \| Classement général \| Classement général \| Classement général \| \| Coureur \| Coureur \| Pays \| Équipe \| Temps \| \| ------------------ \| --------------------- \| ------------------ \| ----------------------------- \| ------------------ \| \| 1er \| Franco Chioccioli \| Italie \| Del Tongo-MG Maglificio \| 99 h 35 min 43 s \| \| 2e \| Claudio Chiappucci \| Italie \| Carrera Jeans-Vagabond \| + 3 min 48 s \| \| 3e \| Massimiliano Lelli \| Italie \| Ariostea \| + 6 min 56 s \| \| 4e \| Gianni Bugno \| Italie \| Gatorade-Chateau d'Ax \| + 7 min 49 s \| \| 5e \| Marino Lejarreta \| Espagne \| ONCE \| + 10 min 23 s \| \| 6e \| Éric Boyer \| France \| Z \| + 11 min 09 s \| \| 7e \| Leonardo Sierra \| Venezuela \| Selle Italia-Magniarredo-Veta \| + 11 min 56 s \| \| 8e \| Marco Giovannetti \| Italie \| Gatorade-Chateau d'Ax \| + 13 min 09 s \| \| 9e \| Zenon Jaskuła \| Pologne \| Del Tongo-MG Maglificio \| + 18 min 22 s \| \| 10e \| Eduardo Chozas \| Espagne \| ONCE \| + 23 min 42 s \| \| 11e \| Vladimir Poulnikov \| URSS \| Carrera Jeans-Vagabond \| + 24 min 36 s \| \| 12e \| Nelson Rodríguez \| Colombie \| Pony Malta-Avianca \| + 24 min 37 s \| \| 13e \| Federico Echave \| Espagne \| CLAS-Cajastur \| + 24 min 37 s \| \| 14e \| Jean-François Bernard \| France \| Banesto \| + 29 min 32 s \| \| 15e \| Pedro Delgado \| Espagne \| Banesto \| + 30 min 03 s \| \| 16e \| Gianluca Bortolami \| Italie \| Colnago-Lampre-Sopran \| + 34 min 32 s \| \| 17e \| Gianni Faresin \| Italie \| ZG Mobili-Bottecchia \| + 35 min 44 s \| \| 18e \| Franco Vona \| Italie \| Jolly Componibili-Club 88 \| + 40 min 05 s \| \| 19e \| Juan Tomás Martínez \| Espagne \| Lotus-Festina \| + 43 min 47 s \| \| 20e \| Santos Hernández \| Espagne \| ONCE \| + 43 min 47 s \| \| 21e \| Fabian Fuchs \| Suisse \| Banesto \| + 56 min 37 s \| \| 22e \| Stefano Della Santa \| Italie \| Amore & Vita-Fanini \| + 1 h 02 min 12 s \| \| 23e \| Iñaki Gastón \| Espagne \| CLAS-Cajastur \| + 1 h 04 min 15 s \| \| 24e \| Michele Moro \| Italie \| Italbonifica-Navigare \| + 1 h 07 min 34 s \| \| 25e \| Miguel Arroyo \| Mexique \| Z \| + 1 h 08 min 10 s \| |                       |           |                               |                   |
| |                       |           |                               |                   |
| |                       |           |                               |                   |
| Classement général |                       |           |                               |                   |
| Coureur | Coureur               | Pays      | Équipe                        | Temps             |
| 1er | Franco Chioccioli     | Italie    | Del Tongo-MG Maglificio       | 99 h 35 min 43 s  |
| 2e | Claudio Chiappucci    | Italie    | Carrera Jeans-Vagabond        | + 3 min 48 s      |
| 3e | Massimiliano Lelli    | Italie    | Ariostea                      | + 6 min 56 s      |
| 4e | Gianni Bugno          | Italie    | Gatorade-Chateau d'Ax         | + 7 min 49 s      |
| 5e | Marino Lejarreta      | Espagne   | ONCE                          | + 10 min 23 s     |
| 6e | Éric Boyer            | France    | Z                             | + 11 min 09 s     |
| 7e | Leonardo Sierra       | Venezuela | Selle Italia-Magniarredo-Veta | + 11 min 56 s     |
| 8e | Marco Giovannetti     | Italie    | Gatorade-Chateau d'Ax         | + 13 min 09 s     |
| 9e | Zenon Jaskuła         | Pologne   | Del Tongo-MG Maglificio       | + 18 min 22 s     |
| 10e | Eduardo Chozas        | Espagne   | ONCE                          | + 23 min 42 s     |
| 11e | Vladimir Poulnikov    | URSS      | Carrera Jeans-Vagabond        | + 24 min 36 s     |
| 12e | Nelson Rodríguez      | Colombie  | Pony Malta-Avianca            | + 24 min 37 s     |
| 13e | Federico Echave       | Espagne   | CLAS-Cajastur                 | + 24 min 37 s     |
| 14e | Jean-François Bernard | France    | Banesto                       | + 29 min 32 s     |
| 15e | Pedro Delgado         | Espagne   | Banesto                       | + 30 min 03 s     |
| 16e | Gianluca Bortolami    | Italie    | Colnago-Lampre-Sopran         | + 34 min 32 s     |
| 17e | Gianni Faresin        | Italie    | ZG Mobili-Bottecchia          | + 35 min 44 s     |
| 18e | Franco Vona           | Italie    | Jolly Componibili-Club 88     | + 40 min 05 s     |
| 19e | Juan Tomás Martínez   | Espagne   | Lotus-Festina                 | + 43 min 47 s     |
| 20e | Santos Hernández      | Espagne   | ONCE                          | + 43 min 47 s     |
| 21e | Fabian Fuchs          | Suisse    | Banesto                       | + 56 min 37 s     |
| 22e | Stefano Della Santa   | Italie    | Amore & Vita-Fanini           | + 1 h 02 min 12 s |
| 23e | Iñaki Gastón          | Espagne   | CLAS-Cajastur                 | + 1 h 04 min 15 s |
| 24e | Michele Moro          | Italie    | Italbonifica-Navigare         | + 1 h 07 min 34 s |
| 25e | Miguel Arroyo         | Mexique   | Z                             | + 1 h 08 min 10 s |

### Classements annexes finals
| Classement par points | Classement par points | Classement par points | Classement par points   | Classement par points |
| Coureur               | Coureur               | Pays                  | Équipe                  | Points                |
| --------------------- | --------------------- | --------------------- | ----------------------- | --------------------- |
| 1er                   | Claudio Chiappucci    | Italie                | Carrera Jeans-Vagabond  | 283 pts               |
| 2e                    | Franco Chioccioli     | Italie                | Del Tongo-MG Maglificio | 239 pts               |
| 3e                    | Mario Cipollini       | Italie                | Del Tongo-MG Maglificio | 191 pts               |
| 4e                    | Gianni Bugno          | Italie                | Gatorade-Chateau d'Ax   | 189 pts               |
| 5e                    | Marino Lejarreta      | Espagne               | ONCE                    | 143 pts               |
| 6e                    | Massimiliano Lelli    | Italie                | Ariostea                | 131 pts               |
| 7e                    | Jean-François Bernard | France                | Banesto                 | 124 pts               |
| 8e                    | Éric Boyer            | France                | Z                       | 115 pts               |
| 9e                    | Gianluca Bortolami    | Italie                | Colnago-Lampre-Sopran   | 110 pts               |
| 10e                   | Silvio Martinello     | Italie                | GIS Gelati-Ballan       | 94 pts                |

| Classement par points | Classement par points | Classement par points | Classement par points   | Classement par points |
| Coureur               | Coureur               | Pays                  | Équipe                  | Points                |
| --------------------- | --------------------- | --------------------- | ----------------------- | --------------------- |
| 1er                   | Claudio Chiappucci    | Italie                | Carrera Jeans-Vagabond  | 283 pts               |
| 2e                    | Franco Chioccioli     | Italie                | Del Tongo-MG Maglificio | 239 pts               |
| 3e                    | Mario Cipollini       | Italie                | Del Tongo-MG Maglificio | 191 pts               |
| 4e                    | Gianni Bugno          | Italie                | Gatorade-Chateau d'Ax   | 189 pts               |
| 5e                    | Marino Lejarreta      | Espagne               | ONCE                    | 143 pts               |
| 6e                    | Massimiliano Lelli    | Italie                | Ariostea                | 131 pts               |
| 7e                    | Jean-François Bernard | France                | Banesto                 | 124 pts               |
| 8e                    | Éric Boyer            | France                | Z                       | 115 pts               |
| 9e                    | Gianluca Bortolami    | Italie                | Colnago-Lampre-Sopran   | 110 pts               |
| 10e                   | Silvio Martinello     | Italie                | GIS Gelati-Ballan       | 94 pts                |

| Classement de la montagne | Classement de la montagne | Classement de la montagne | Classement de la montagne | Classement de la montagne |
| Coureur                   | Coureur                   | Pays                      | Équipe                    | Points                    |
| ------------------------- | ------------------------- | ------------------------- | ------------------------- | ------------------------- |
| 1er                       | Iñaki Gastón              | Espagne                   | CLAS-Cajastur             | 75 pts                    |
| 2e                        | Claudio Chiappucci        | Italie                    | Carrera Jeans-Vagabond    | 69 pts                    |
| 3e                        | Franco Chioccioli         | Italie                    | Del Tongo-MG Maglificio   | 57 pts                    |
| 4e                        | Acácio da Silva           | Portugal                  | Lotus-Festina             | 46 pts                    |
| 5e                        | Massimiliano Lelli        | Italie                    | Ariostea                  | 38 pts                    |
| 6e                        | Marino Lejarreta          | Espagne                   | ONCE                      | 26 pts                    |
| 7e                        | Gianni Bugno              | Italie                    | Gatorade-Chateau d'Ax     | 19 pts                    |
| 8e                        | Marco Giovannetti         | Italie                    | Gatorade-Chateau d'Ax     | 18 pts                    |
| 9e                        | Franco Vona               | Italie                    | Jolly Componibili-Club 88 | 14 pts                    |
| 10e                       | Eduardo Chozas            | Espagne                   | ONCE                      | 14 pts                    |

| Classement de la montagne | Classement de la montagne | Classement de la montagne | Classement de la montagne | Classement de la montagne |
| Coureur                   | Coureur                   | Pays                      | Équipe                    | Points                    |
| ------------------------- | ------------------------- | ------------------------- | ------------------------- | ------------------------- |
| 1er                       | Iñaki Gastón              | Espagne                   | CLAS-Cajastur             | 75 pts                    |
| 2e                        | Claudio Chiappucci        | Italie                    | Carrera Jeans-Vagabond    | 69 pts                    |
| 3e                        | Franco Chioccioli         | Italie                    | Del Tongo-MG Maglificio   | 57 pts                    |
| 4e                        | Acácio da Silva           | Portugal                  | Lotus-Festina             | 46 pts                    |
| 5e                        | Massimiliano Lelli        | Italie                    | Ariostea                  | 38 pts                    |
| 6e                        | Marino Lejarreta          | Espagne                   | ONCE                      | 26 pts                    |
| 7e                        | Gianni Bugno              | Italie                    | Gatorade-Chateau d'Ax     | 19 pts                    |
| 8e                        | Marco Giovannetti         | Italie                    | Gatorade-Chateau d'Ax     | 18 pts                    |
| 9e                        | Franco Vona               | Italie                    | Jolly Componibili-Club 88 | 14 pts                    |
| 10e                       | Eduardo Chozas            | Espagne                   | ONCE                      | 14 pts                    |

| Classement du meilleur jeune | Classement du meilleur jeune | Classement du meilleur jeune | Classement du meilleur jeune  | Classement du meilleur jeune |
| Coureur                      | Coureur                      | Pays                         | Équipe                        | Temps                        |
| ---------------------------- | ---------------------------- | ---------------------------- | ----------------------------- | ---------------------------- |
| 1er                          | Massimiliano Lelli           | Italie                       | Ariostea                      | 99 h 37 min 39 s             |
| 2e                           | Leonardo Sierra              | Venezuela                    | Selle Italia-Magniarredo-Veta | + 5 min 00 s                 |
| 3e                           | Gianluca Bortolami           | Italie                       | Colnago-Lampre-Sopran         | + 27 min 36 s                |
| 4e                           | Santos Hernández             | Espagne                      | ONCE                          | + 36 min 53 s                |
| 5e                           | Stefano Della Santa          | Italie                       | Amore & Vita-Fanini           | + 55 min 16 s                |

| Classement du meilleur jeune | Classement du meilleur jeune | Classement du meilleur jeune | Classement du meilleur jeune  | Classement du meilleur jeune |
| Coureur                      | Coureur                      | Pays                         | Équipe                        | Temps                        |
| ---------------------------- | ---------------------------- | ---------------------------- | ----------------------------- | ---------------------------- |
| 1er                          | Massimiliano Lelli           | Italie                       | Ariostea                      | 99 h 37 min 39 s             |
| 2e                           | Leonardo Sierra              | Venezuela                    | Selle Italia-Magniarredo-Veta | + 5 min 00 s                 |
| 3e                           | Gianluca Bortolami           | Italie                       | Colnago-Lampre-Sopran         | + 27 min 36 s                |
| 4e                           | Santos Hernández             | Espagne                      | ONCE                          | + 36 min 53 s                |
| 5e                           | Stefano Della Santa          | Italie                       | Amore & Vita-Fanini           | + 55 min 16 s                |

| Classement Intergiro | Classement Intergiro   | Classement Intergiro | Classement Intergiro         | Classement Intergiro |
|                      | Coureur                | Pays                 | Équipe                       | Temps                |
| -------------------- | ---------------------- | -------------------- | ---------------------------- | -------------------- |
| 1er                  | Alberto Leanizbarrutia | Espagne              | CLAS-Cajastur                | en 59 h 34 min 55 s  |
| 2e                   | Claudio Chiappucci     | Italie               | Carrera Jeans-Tassoni        | + 9 min 36 s         |
| 3e                   | Franco Chioccioli      | France               | Del Tongo-MG Boys Maglificio | + 9 min 39 s         |
| 4e                   | Gianni Bugno           | Italie               | Chateau d'Ax–Gatorade        | + 10 min 10 s        |
| 5e                   | Marino Lejarreta       | Espagne              | ONCE                         | + 11 min 12 s        |
| modifier             |                        |                      |                              |                      |

#### Classement par équipes au temps
| Classement par équipes | Classement par équipes  | Classement par équipes | Classement par équipes |
| Équipe                 | Équipe                  | Pays                   | Temps                  |
| ---------------------- | ----------------------- | ---------------------- | ---------------------- |
| 1re                    | Carrera Jeans-Vagabond  | Italie                 | 299 h 49 min 51 s      |
| 2e                     | ONCE                    | Espagne                | + 4 min 40 s           |
| 3e                     | Gatorade-Chateau d'Ax   | Italie                 | + 21 min 40 s          |
| 4e                     | Banesto                 | Espagne                | + 35 min 07 s          |
| 5e                     | CLAS-Cajastur           | Espagne                | + 54 min 57 s          |
| 6e                     | Z                       | France                 | + 57 min 25 s          |
| 7e                     | Del Tongo-MG Maglificio | Italie                 | + 1 h 38 min 21 s      |
| 8e                     | Ariostea                | Italie                 | + 1 h 41 min 52 s      |
| 9e                     | Lotus-Festina           | Espagne                | + 1 h 52 min 00 s      |
| 10e                    | Pony Malta-Avianca      | Colombie               | + 1 h 59 min 12 s      |

## Liste des coureurs
| Gatorade-Chateau d'Ax  | Gatorade-Chateau d'Ax    | Gatorade-Chateau d'Ax  | Colnago-Lampre               | Colnago-Lampre               | Colnago-Lampre               | Pony Malta-Avianca             | Pony Malta-Avianca             | Pony Malta-Avianca             |
| ---------------------- | ------------------------ | ---------------------- | ---------------------------- | ---------------------------- | ---------------------------- | ------------------------------ | ------------------------------ | ------------------------------ |
| 1                      | Gianni Bugno             | 4º                     | 71                           | Luigi Botteon                | 115º                         | 141                            | Pablo Wilches                  | R 14ª                          |
| 2                      | Stefano Zanatta          | 131º                   | 72                           | Gianluca Bortolami           | 16º                          | 142                            | Alberto Ramírez Duban          | 53º                            |
| 3                      | Mario Kummer             | 77º                    | 73                           | Davide Bramati               | 79º                          | 143                            | Angel Miguel Sanabria          | 59º                            |
| 4                      | Roberto Gusmeroli        | 31º                    | 74                           | Stefano Cortinovis           | 82º                          | 144                            | Demetrio Cuspoca               | 44º                            |
| 5                      | Giuseppe Calcaterra      | 117º                   | 75                           | Dario Nicoletti              | 102º                         | 145                            | Nelson Rodríguez               | 12º                            |
| 6                      | Giovanni Fidanza         | 110º                   | 76                           | Maurizio Piovani             | 38º                          | 146                            | Alvaro Lozano                  | 50º                            |
| 7                      | Valerio Tebaldi          | 47º                    | 77                           | Oscar Pelliccioli            | R 17ª                        | 147                            | Ediberto Marino                | R 13ª                          |
| 8                      | Mario Scirea             | 105º                   | 78                           | Ján Svorada                  | 126º                         | 148                            | Juan Carlos Arias              | FTM 4ª                         |
| 9                      | Marco Giovannetti        | 8º                     | 79                           | Marek Szerszynski            | 48º                          | 149                            | Raphaël Tolosa                 | 65º                            |
| Amore & Vita-Fanini    | Amore & Vita-Fanini      | Amore & Vita-Fanini    | Del Tongo-MG Boys Maglificio | Del Tongo-MG Boys Maglificio | Del Tongo-MG Boys Maglificio | Selle Italia-Magniarredo-Vetta | Selle Italia-Magniarredo-Vetta | Selle Italia-Magniarredo-Vetta |
| 11                     | Andrea Chiurato          | R 17ª                  | 81                           | Franco Ballerini             | NP 20ª                       | 151                            | Leonardo Sierra                | 7º                             |
| 12                     | Daniel Castro            | 123º                   | 82                           | Fabio Baldato                | R 13ª                        | 152                            | Andrea Tafi                    | NP 19ª                         |
| 13                     | Fabrizio Convalle        | R 13ª                  | 83                           | Francesco Cesarini           | 97º                          | 153                            | Raimondo Vairetti              | R 11ª                          |
| 14                     | Stefano Della Santa      | 22º                    | 84                           | Franco Chioccioli            | 1º                           | 154                            | Daniël Wyder                   | 87º                            |
| 15                     | Florido Barale           | 91º                    | 85                           | Mario Cipollini              | 124º                         | 155                            | Arno Wohlfahrter               | R 4ª                           |
| 16                     | Maurizio Molinari        | 127º                   | 86                           | Luca Gelfi                   | 86º                          | 156                            | Roberto Caruso                 | R 12ª                          |
| 17                     | Brian Petersen           | 98º                    | 87                           | Zenon Jaskuła                | 9º                           | 157                            | Richard Parra                  | 51º                            |
| 18                     | Roberto Pelliconi        | 108º                   | 88                           | Eros Poli                    | 129º                         | 158                            | Andrea Michelucci              | NP 4ª                          |
| 19                     | Eddy Salas               | 81º                    | 89                           | Fabio Roscioli               | 80º                          | 159                            | Andrea de Mitri                | R 6ª                           |
| Banesto                | Banesto                  | Banesto                | Gis Gelati-Ballan            | Gis Gelati-Ballan            | Gis Gelati-Ballan            | Seur Deportes                  | Seur Deportes                  | Seur Deportes                  |
| 21                     | Pedro Delgado            | 15º                    | 91                           | Maurizio Vandelli            | NP 20ª                       | 161                            | Ronan Pensec                   | 32º                            |
| 22                     | Fabian Fuchs             | 21º                    | 92                           | Giuseppe Petito              | 69º                          | 162                            | Viktor Klimov                  | 34º                            |
| 23                     | Dominique Arnaud         | 33º                    | 93                           | Silvio Martinello            | 101º                         | 163                            | José Recio                     | R 12ª                          |
| 24                     | Armand de Las Cuevas     | FTM 4ª                 | 94                           | Bruno Leali                  | 70º                          | 164                            | José Ignacio Cano              | 100º                           |
| 25                     | Julián Gorospe           | 56º                    | 95                           | Enrico Galleschi             | 103º                         | 165                            | Eleuterio Anguita              | 72º                            |
| 26                     | Rubén Gorospe            | 40º                    | 96                           | Walter Magnago               | 78º                          | 166                            | Federico Garcia Melia          | 35º                            |
| 27                     | Aitor Garmendia          | 89º                    | 97                           | Fabio Bordonali              | 73º                          | 167                            | Roque de la Cruz               | R 15ª                          |
| 28                     | Juan Martínez Oliver     | 106º                   | 98                           | Dario Bottaro                | 119º                         | 168                            | José Salvador Sanchis Tormo    | R 17ª                          |
| 29                     | Jean-François Bernard    | 14º                    | 99                           | Germano Pierdomenico         | 39º                          | 169                            | José Urea                      | 55º                            |
| Carrera Jeans-Vagabond | Carrera Jeans-Vagabond   | Carrera Jeans-Vagabond | Italbonifica-Navigare        | Italbonifica-Navigare        | Italbonifica-Navigare        | TVM-Sanyo                      | TVM-Sanyo                      | TVM-Sanyo                      |
| 31                     | Claudio Chiappucci       | 2º                     | 101                          | Stefano Allocchio            | 132º                         | 171                            | Jos van der Pas                | 130º                           |
| 32                     | Flavio Giupponi          | R 16ª                  | 102                          | Michele Moro                 | 24º                          | 172                            | Johan Capiot                   | R 15ª                          |
| 33                     | Volodymyr Pulnikov       | 11º                    | 103                          | Massimo Podenzana            | 52º                          | 173                            | Jaanus Kuum                    | R 1ª                           |
| 34                     | Djamolidine Abdoujaparov | 116º                   | 104                          | Michele Coppolillo           | NP 13ª                       | 174                            | Jörg Müller                    | 71º                            |
| 35                     | Maximilian Sciandri      | R 17ª                  | 105                          | Fabiano Fontanelli           | 120º                         | 175                            | Marc Siemons                   | 111º                           |
| 36                     | Massimo Ghirotto         | R 20ª                  | 106                          | Sergio Carcano               | 46º                          | 176                            | Martin Schalkers               | 107º                           |
| 37                     | Giancarlo Perini         | 85º                    | 107                          | Stefano Zanini               | 104º                         | 177                            | Peter Meinert Nielsen          | 84º                            |
| 38                     | Alessandro Giannelli     | 27º                    | 108                          | Fabiano Settembrini          | 95º                          | 178                            | Rob Harmeling                  | 113º                           |
| 39                     | Enrico Zaina             | 45º                    | 109                          | William Dazzani              | R 6ª                         | 179                            | Scott Sunderland               | R 15ª                          |
| Castorama              | Castorama                | Castorama              | Jolly Componibili-Club 88    | Jolly Componibili-Club 88    | Jolly Componibili-Club 88    | ZG Mobili-Bottecchia           | ZG Mobili-Bottecchia           | ZG Mobili-Bottecchia           |
| 41                     | Laurent Fignon           | R 17ª                  | 111                          | Daniel Steiger               | R 12ª                        | 181                            | Stefano Colagè                 | R 17ª                          |
| 42                     | Dominique Arnould        | 29º                    | 112                          | Paolo Botarelli              | 96º                          | 182                            | Giuseppe Citterio              | R 4ª                           |
| 43                     | Jean-Claude Bagot        | 28º                    | 113                          | Stefano Giuliani             | R 6ª                         | 183                            | Mauro Consonni                 | 122º                           |
| 44                     | Jacky Durand             | 90º                    | 114                          | Endrio Leoni                 | 133º                         | 184                            | Gianni Faresin                 | 17º                            |
| 45                     | Dominique Garde          | R 17ª                  | 115                          | Edoardo Rocchi               | 114º                         | 185                            | Silvano Lorenzon               | 92º                            |
| 46                     | Bjarne Riis              | 43º                    | 116                          | Claudio Brandini             | 125º                         | 186                            | Gianluca Pierobon              | R 15ª                          |
| 47                     | Jean-Philippe Rouxel     | 75º                    | 117                          | Giovanni Strazzer            | 121º                         | 187                            | Davide Perona                  | 112º                           |
| 48                     | Didier Thueux            | FTM 11ª                | 118                          | Marco Vitali                 | 37º                          | 188                            | Mario Mantovan                 | 94º                            |
| 49                     | Frédéric Vichot          | R 19ª                  | 119                          | Franco Vona                  | 18º                          | 189                            | Flavio Vanzella                | 93º                            |
| Ceramiche Ariostea     | Ceramiche Ariostea       | Ceramiche Ariostea     | Lotus-Festina                | Lotus-Festina                | Lotus-Festina                | Z-Sanson                       | Z-Sanson                       | Z-Sanson                       |
| 51                     | Adriano Baffi            | NP 4ª                  | 121                          | Roberto Pagnin               | NP 17ª                       | 191                            | Greg LeMond                    | NP 15ª                         |
| 52                     | Davide Cassani           | R 21ª                  | 122                          | Acácio da Silva              | 57º                          | 192                            | Éric Boyer                     | 6º                             |
| 53                     | Roberto Conti            | 42º                    | 123                          | Juan Tomas Martínez          | 19º                          | 193                            | Christophe Capelle             | R 15ª                          |
| 54                     | Giorgio Furlan           | 60º                    | 124                          | Mathieu Hermans              | R 2ª                         | 194                            | Philippe Casado                | 76º                            |
| 55                     | Federico Ghiotto         | NP 10ª                 | 125                          | Luc Suykerbuyk               | 66º                          | 195                            | Atle Kvålsvoll                 | 30º                            |
| 56                     | Bruno Cenghialta         | 88º                    | 126                          | Juan Valbuena Roset          | 41º                          | 196                            | Miguel Arroyo                  | 25º                            |
| 57                     | Massimiliano Lelli       | 3º                     | 127                          | Ramón González Arrieta       | 61º                          | 197                            | Gilbert Duclos-Lassalle        | 36º                            |
| 58                     | Marco Lietti             | 62º                    | 128                          | Vadim Tchabalkin             | R 18ª                        | 198                            | François Lemarchand            | 49º                            |
| 59                     | Rolf Sørensen            | NP 4ª                  | 129                          | Andrei Zubov                 | 83º                          | 199                            | Robert Forest                  | R 12ª                          |
| CLAS-Cajastur          | CLAS-Cajastur            | CLAS-Cajastur          | ONCE                         | ONCE                         | ONCE                         |                                |                                |                                |
| 61                     | Federico Echave          | 13º                    | 131                          | Stephen Hodge                | 26º                          |                                |                                |                                |
| 62                     | Nico Emonds              | 128º                   | 132                          | Miguel Ángel Martínez Torres | 68º                          |                                |                                |                                |
| 63                     | Francisco Espinosa       | 63º                    | 133                          | Marino Lejarreta             | 5º                           |                                |                                |                                |
| 64                     | Casimiro Moreda          | 109º                   | 134                          | Eduardo Chozas               | 10º                          |                                |                                |                                |
| 65                     | Angel Camarillo          | R 17ª                  | 135                          | Kenneth Weltz                | 99º                          |                                |                                |                                |
| 66                     | Javier Duch              | 118º                   | 136                          | Pedro Luis Diaz Zabala       | 58º                          |                                |                                |                                |
| 67                     | Fernando Escartín        | 67º                    | 137                          | Javier Aldanondo             | 74º                          |                                |                                |                                |
| 68                     | Alberto Leanizbarrutia   | 64º                    | 138                          | Luis Maria Diaz de Otazu     | 54º                          |                                |                                |                                |
| 69                     | Iñaki Gastón             | 23º                    | 139                          | Santos Hernández             | 20º                          |                                |                                |                                |